# محوطه گوورارخی۲
محوطه گوورارخی۲ مربوط به دوران‌های تاریخی پس از اسلام است و در شهرستان بوئین‌زهرا، بخش آوج، روستای قانقالو واقع شده و این اثر در تاریخ ۲۵ اسفند ۱۳۸۰ با شمارهٔ ثبت ۵۴۶۲ به‌عنوان یکی از آثار ملی ایران به ثبت رسیده است.